# Parque nacional Huatulco
El Parque Nacional Huatulco es un área natural protegida de carácter federal, con ecosistemas prioritarios para conservar, representativos de la biodiversidad mexicana. La reserva fue decretada el 24 de julio de 1998 por el Presidente de México, Dr. Ernesto Zedillo Ponce de León. Es administrada desde el 5 de junio de 2000 por la Comisión Nacional de Áreas Naturales Protegidas (CONANP). La reserva cuenta con un Programa de Manejo vigente, publicado en el Diario Oficial de la Federación el 2 de diciembre de 2002.
El PNH posee una porción terrestre de 6,374.98 hectáreas y una marina de 5,516, sumando un total de 11,890.98 hectáreas. El Parque Nacional Huatulco se encuentra ubicado en el municipio de Santa María Huatulco, dentro del polígono expropiado a favor del FONATUR en 1984 para la creación del Centro Integralmente Planeado (CIP) Bahías de Huatulco. Casi 1/3 parte del polígono expropiado en 1984 corresponde actualmente al Parque Nacional Huatulco. El PNH integra en su parte marina a 5 de las 9 Bahías de Huatulco. 
Los ecosistemas prioritarios para la conservación son: selva baja caducifolia, arrecifes de coral, manglares y selvas inundables. Al situarse en una de las tres biorregiones más importantes del país, el PNH alberga una gran diversidad de especies de flora y fauna; aproximadamente el 10% son endémicas o en alguna categoría de riesgo: Sujetas a Protección Especial, Amenazadas o en Peligro de Extinción.

## Objetivos del Parque Nacional Huatulco
- Preservar la biodiversidad y los hábitats naturales que integran el polígono del Parque Nacional Huatulco.
- Aprovechar de manera sustentable los recursos naturales y culturales que integran los ecosistemas del Parque Nacional Huatulco, y promover su conservación en la zona de influencia.
- Salvaguardar la diversidad genética de las especies, con énfasis en aquellas determinadas como endémicas, amenazadas y/o en peligro de extinción de acuerdo a la NOM-059-SEMARNAT-2010.
- Propiciar la investigación científica y el estudio de los ecosistemas costeros, sus relaciones y equilibrio.

Fecha de decreto: 24 de julio de 1998.

## Ubicación
El Parque Nacional Huatulco (PNH) se localiza en la zona costera del municipio de Santa María Huatulco, cuenta con ambientes terrestres y marinos. El área terrestre se encuentra inmersa en el territorio expropiado por el Gobierno Federal en 1984, a favor del Fondo Nacional de Fomento al Turismo (FONATUR). La reserva, ocupa el plano costero, las estribaciones de la Sierra Madre del Sur y la plataforma continental. La superficie total del PNH, es de 11,891 hectáreas, de las cuales 6,375 ha son terrestres y 5,516 ha son marinas. Cinco de las nueve Bahías de Huatulco, forman parte del PNH: San Agustín, Chachacual, Cacaluta, Maguey y Órgano. Punta Sacrificios al Occidente y Punta Violín al Oriente, marcan los límites extremos de la poligonal marina, la cual se extiende de los puntos anteriores a una distancia aproximada de 2 millas náuticas mar adentro y paralela a la costa. Limita al norte con los Bienes Comunales de Santa María Huatulco y al sur con el Océano Pacífico.

## Biodiversidad
De acuerdo al Sistema Nacional de Información sobre Biodiversidad de la Comisión Nacional para el Conocimiento y Uso de la Biodiversidad (CONABIO) en el Parque Nacional Huatulco habitan más de 2,380 especies de plantas y animales de las cuales 70 se encuentra dentro de alguna categoría de riesgo de la Norma Oficial Mexicana NOM-059  y 39 son exóticas,
El PNH, se caracteriza por contener ecosistemas prioritarios para la conservación como la selva baja caducifolia, manglares y arrecifes de coral y una gran riqueza de especies (cerca de 1500). Esta región junto con la de Copalita-Zimatán integra una de las tres bioregiones más importantes del país, por contener un alto grado de endemismos; posee un mosaico de ecosistemas con gradientes muy interesantes de diversidad. El PNH cuenta con 146 especies con alguna categoría de riesgo en la NOM-059-SEMARNAT-2010. 

### Flora
Respecto a la flora, tiene aproximadamente 712 especies (destacando las familias de leguminosas, euforbiáceas, gramíneas y compuestas) con dominancia de selva baja caducifolia o selva seca, siendo la comunidad de mayor distribución y con mayor número de especies. La reserva también cuenta con las siguientes comunidades vegetales: manglar, vegetación riparia, sabana, humedales, dunas costeras, matorral espinoso, selva mediana subperennifolia, vegetación secundaria, manzanillar y algas marinas. 

### Fauna
En cuanto a fauna, existen:
- 130 especies de mamíferos como: oso hormiguero, jaguaroundi, conejos, ratones silvestres, tlacuache, venado, puerco espín, zorrillo, jabalí de collar, coatí, murciélagos, mapache, ardillas, orca, delfines y ballenas
- 282 especies de aves como la urraca hermosa cariblanca, carpintero lineado, colorines, cardenal rojo, pato pijije, halcón peregrino, fragata, pelícanos, gaviotas, águila pescadora, chachalaca, garza blanca, martín pescador, colibríes, palomas, búhos y pericos
- 87 especies de anfibios y reptiles como el sapo marmoleado, ranas arborícolas, monstruo de Gila, iguanas verde y negra, tortugas marinas y de monte, diversas serpientes (una marina) y lagartijas; entre los invertebrados terrestres destacan gran variedad de insectos
- 96 especies de invertebrados marinos e intermareales, destacando la presencia del caracol púrpura (Plicopurpura pansa) que le confiere una serie de valores culturales a la región por el uso que le han dado a su tinte los grupos indígenas mixtecos de Pinotepa de Don Luis, Oaxaca, desde tiempos prehispánicos hasta la fecha, además de otras especies de interés pesquero como el pulpo, camarón, almejas, ostión, cayo de margarita y langosta.

El área marina se distingue por sus arrecifes de coral (12 especies de coral, una de ellas endémica del pacífico mexicano), considerados los más conservados del Pacífico Mexicano y que han sido reconocidos como uno de los sistemas más importantes en el Pacífico Sur. También cuenta con 121 especies de peces arrecifales y demersales, de interés pesquero y de pesca deportiva, como el huachinango, el dorado, el barrilete, la sierra, el marlin y el atún.

## Habitantes
Dentro del Parque no existen asentamientos humanos (aunque hay vestigios arqueológicos de aprox. mil años de antigüedad). Las comunidades aledañas utilizan el área del Parque para actividades pesqueras, de caza, recolección de flora y uso tradicional. Solo la pesca se practica con fines comerciales. Las actividades turísticas se realizan principalmente en el área marina, sobre todo en las Bahías de San Agustín y Maguey; en la zona terrestre los prestadores de servicios turísticos ofrecen al visitante recorridos por la selva en diferentes modalidades (caminata, observación de aves, y bicicletas). En cuaresma se realiza una peregrinación religioso-ceremonial de Cruz del Monte a la cabecera municipal, cruzando por el PNH.

## Reconocimientos
El Parque Nacional Huatulco cuenta con Consejo Asesor, instalado desde el año 2000, en el que están representados los sectores: social, el de las organizaciones de la sociedad civil, el público, el privado y el académico. Cuenta con un Programa de Manejo publicado en el Diario Oficial de la Federación, el 2 de diciembre de 2002. 
En el año 2003, gran parte del territorio del municipio de Santa María Huatulco, fue declarado internacionalmente por la Convención Ramsar o Convención sobre los humedales, como sitio de importancia internacional, por la presencia de humedales asociados a la selva seca y la presencia de arrecifes de coral con alta fragilidad y gran riqueza de especies, designándose el 27 de noviembre de 2003, el Sitio Ramsar 1321: “Cuencas y Corales de la Zona Costera de Huatulco” con 44,400 Hectáreas.
En 2006, la Organización de las Naciones Unidas para la Educación, La Ciencia y la Cultura (UNESCO) designó internacionalmente al municipio de Santa María Huatulco y al Parque Nacional Huatulco como Reserva de la Biosfera Huatulco, que se incorpora a la Red de Reservas de la Biosfera del Programa Men and Biosphere (MaB) de la UNESCO. 
Así mismo, el PNH, se encuentra inmerso en el Destino Turístico “Bahías de Huatulco”, el cual ha sido certificado en 4 años consecutivos por Green Globe Internacional, como un Destino Turístico y Comunidad Sustentables. Actualmente ostenta el certificado “Earthcheck Platinum”.
SITIO RAMSAR 1321 “CUENCAS Y CORALES DE LA ZONA COSTERA DE HUATULCO”
La Convención sobre los Humedales, firmada en la Ciudad de Ramsar, Irán, el 2 de febrero de 1971, es un tratado intergubernamental que sirve de marco para la acción nacional y la cooperación internacional en pro de la conservación y uso racional de los humedales, cuyo objetivo es “La Conservación y uso racional de todos los humedales, mediante acciones locales, regionales, nacionales e internacionales que contribuyan al logro de un desarrollo sostenible en todo el mundo”.   

## Objetivos particulares de la Convención Ramsar
- Delimitar las zonas húmedas de importancia internacional que se incluirán en una lista que podrá ser ampliada o reducida según el caso.
- Elaborar y poner en práctica programas que favorezcan la gestión racional de las zonas húmedas en cada uno de los territorios de las Partes.
- Crear reservas naturales en las zonas húmedas, independientemente del hecho que ellas sean o no incluidas en la lista.
- Fomentar las investigaciones, los intercambios de datos y las publicaciones relativas a las zonas húmedas, a su flora y a su fauna.
- Aumentar, con una gestión apta y apropiada, el número de aves acuáticas, de invertebrados, de peces y de otras especies, así como la flora.
- Promover conferencias.
- Evaluar la influencia de las actividades antrópicas en las zonas contiguas a la zona húmeda, permitiendo las actividades eco-compatibles.

Un Humedal es un ecosistema intermedio entre los ambientes permanentemente inundados y los de los ambientes normalmente secos, marismas, pantanos, turberas, superficies cubiertas por agua, naturales o artificiales, estancadas o corrientes, temporales o intermitentes, dulces, salobres o saladas, incluidas las extensiones de agua marina cuya profundidad no exceda 6 metros. Son frágiles y altamente dinámicos. 
Actualmente hay 168 Partes Contratantes en la Convención y 2,186 humedales de importancia internacional inscritos en la Lista Ramsar, con una superficie total de 208'514,877 de hectáreas. Las Partes Contratantes son los países que firman el tratado de la Convención sobre los Humedales. México es parte contratante de la Convención Ramsar desde 1986. Actualmente nuestro país, cuenta con 142 sitios inscritos en la Convención Ramsar que suman 8’643,581.256 hectáreas. Oaxaca cuenta con cuatro sitios: Sitio Ramsar 1347: Playa Tortuguera Cahuitán, Sitio Ramsar 1819: Lagunas de Chacahua, Sitio Ramsar 1321: Cuencas y Corales de la Zona Costera de Huatulco y Sitio Ramsar 1821: Barra de la Cruz.   
El 27 de noviembre de 2003, la Convención sobre los Humedales o Convención Ramsar, designó internacionalmente gran parte del municipio de Santa María Huatulco (41,323 ha terrestres y 3,077 ha marinas para un total de 44,400 Ha) como Sitio Ramsar 1321: “Cuencas y Corales de la Zona Costera de Huatulco”, humedal de importancia internacional, debido principalmente a la presencia de selva baja caducifolia o selva seca y la dinámica ecológica que comparte con los humedales temporales y permanentes que están presentes, como arroyos, ríos, lagunas, manglares, arrecifes de coral, selva mediana inundable y otras comunidades vegetales que componen estos ecosistemas tan importantes y que proveen de gran cantidad de servicios ambientales; dichos ecosistemas generalmente son sitios fuente y presentan alta fragilidad, vulnerabilidad y gran riqueza de especies.   
En el Sitio Ramsar 1321, las comunidades locales están en constante búsqueda de la sustentabilidad y del desarrollo sostenible en base al manejo racional de su capital natural. La Comisión Nacional de Áreas Naturales Protegidas, a través del Parque Nacional Huatulco (PNH), administra, gestiona y propone: medidas de manejo y uso sustentable de los humedales de todo el Sitio Ramsar 1321, que incluye el territorio del PNH, su zona de influencia, el destino turístico y una gran parte del municipio
En Huatulco se cuentan con todos los tipos de humedales descritos por la Convención Ramsar, que son cinco: estuarinos, marinos, lacustres, ribereños y palustres.
RESERVA DE LA BIOSFERA HUATULCO DEL PROGRAMA MAN AND BIOSPHERE DE LA UNESCO
Objetivo MAB-UNESCO:
Promover el funcionamiento de las Reservas de Biosfera individuales y, sobre todo, potenciar la Red Mundial de Reservas de Biosfera.
El 26 de octubre de 2006, la Organización de las Naciones Unidas para la Educación, La Ciencia y la Cultura (UNESCO) designó internacionalmente al municipio de Santa María Huatulco y al Parque Nacional Huatulco como Reserva de la Biosfera Huatulco, que se incorpora a la Red de Reservas de la Biosfera del Programa Man and Biosphere (MaB) de la UNESCO.   
El programa MaB (El Hombre y la Biosfera) busca que en las Reservas de la Biosfera de la UNESCO, se evite la pérdida de biodiversidad en todas sus manifestaciones: ecológicas (especies, poblaciones, comunidades y ecosistemas) y culturales (usos y costumbres de las poblaciones en armonía con la naturaleza). Tanto la diversidad biológica como la diversidad cultural, son componentes centrales del enfoque por ecosistemas que propone el Convenio sobre la Diversidad Biológica, el cual es retomado por el programa MaB de la UNESCO. El enfoque de reservas de biosfera vincula la ecología, la economía, la sociología y la política y asegura que las buenas intenciones políticas no conduzcan a resultados poco apropiados. Para que esto ocurra deberá haber principios básicos de equidad, respeto, reconocimiento a los pueblos indígenas, tolerancia e igualdad. El rendimiento y los logros son evaluados de forma regular y los puntos de vista y deseos de las comunidades locales son considerados como primordiales. De hecho, las reservas de la biosfera, constituyen un lugar especial para las poblaciones y la naturaleza y son de particular ayuda en la gestión de nuestra biosfera.  
La Red Mundial de Reservas de la Biosfera de la UNESCO del programa MAB, es una forma de involucrar a las personas en la conservación de la biodiversidad. Las Reservas de la Biosfera ofrecen estos modelos. Más bien que formar islas en un mundo cada vez más afectado por severos impactos humanos, pueden convertirse en teatros para la reconciliación de los pueblos y la naturaleza, pueden aportar conocimientos del pasado a las necesidades del futuro y pueden demostrar cómo superar los problemas de la naturaleza sectorial de nuestras instituciones.   
Las reservas de la biosfera son mucho más que áreas protegidas, representan un medio para promover la gestión, esencialmente como un pacto continuo entre la comunidad local y la sociedad en general. La Reserva de la Biosfera Huatulco, es administrada por la Comisión Nacional de Áreas Naturales Protegidas a través del PNH. El ejemplo más claro del esfuerzo para evitar la pérdida de biodiversidad de la Reserva de la Biosfera Huatulco, es el reconocimiento al uso racional que le dan a la tinta del Caracol Púrpura (Plicopurpura pansa), los indígenas mixtecos de Pinotepa de Don Luis, quienes han combinado sus costumbres ancestralmente con el ciclo biológico del caracol, el cual se distribuye en la zona intermareal del ahora Parque Nacional; En temporada de secas, los indígenas migran más de 200 km para utilizar la tinta del caracol y sin matarlo, tiñen los hilos de algodón, para posteriormente en temporada de lluvias, mientras que los hombres siembran en el campo y las mujeres confeccionan a mano prendas de vestir con el hilo teñido de color púrpura, a las que les confieren valores de poder y fertilidad, en el mar, los caracoles púrpuras se reproducen y desovan, repitiendo así, el ciclo biológico del caracol púrpura y el ritual indígena por cientos y cientos de años
Al ser los territorios del Parque Nacional Huatulco (11,891 Ha), Sitio Ramsar 1321 Cuencas y corales de la zona costera de Huatulco (44,400 Ha), y Reserva de la Biosfera Huatulco del Programa Man and Biosphere de la UNESCO (Municipio de Santa María Huatulco) coincidentes en algunas porciones y adyacentes en otras, comparten los tipos de vegetación y especies presentes:
Vegetación
Tipo de vegetación	Número de vegetación
Selva baja caducifolia 	294
Dunas costeras 	28
Riparia 	24
Secundaria 	23
Selva baja caducifolia de dunas costeras 	17
Manzanillar 	11
Sabana	10
```
Manglar  	5
```

Humedales 	1
Fauna bajo una categoría de riesgo en el Parque Nacional Huatulco
Aves 
Nombre científico (común)	Estatus de conservación
Buteo nitidus (hálcon nítido) 	Sujeta a protección especial
Icterus cucullatus (bolsero o calandria)  	Amenazada y endémica
Amazona oratrix (loro cabeza amarilla) 	Peligro de extinción 
Thryotorus sinaloa (troglodita sinaloense)  	Endémica
Otus seductus (tecolote del balsas) 	Amenazada y endémica
Melanerpes crysogenys (carpintero pechileonado ojirojo) 	Endémica 
Ortalis poliocephala (chachalaca pacífica) 	Endémica
Reptiles
Nombre científico (común)	Estatus de conservación
Ctenosaura pectinata (garrobo o iguana negra) 	Amenazada y endémica 
Coleonyx elegans (lagartija) 	Amenazada 
Iguana iguana (iguana verdeLepidochelys)	Sujeta a Protección Especial 
olivacea (tortuga golfina) 	En Peligro de Extinción 
Leptodeira maculata (culebra) 	Rara y endémica
```
Micrurus browni (coralillo) 	Rara 
```

Porthidium dunni (chatilla) 	Amenazada y endémica estatal
Anfibios
Se pueden encontrar algunas especies de anfibios, entre los que destacan por encontrarse bajo algún estado de conservación, de acuerdo a la NOM-059- SEMARNAT-2001, el endémico sapo marmoleado (Incilius marmoreus), la amenazada y endémica rana arborícola (Hyla sartori) y por último la rara rana trilobata (Rana trilobata), los cuales se encuentran bajo algún estado de conservación, de acuerdo a la NOM-059-SEMARNAT-2010.
Mamíferos
Nombre científico	Nombre común	Estatus de conservación
Coendou mexicanus	puerco espín	Amenazada
Felis yagouaroundi	yagouaroundi	Amenazada
Spilogale pygmaea	zorrillo manchado	Amenazada
Tamandua mexicana	oso hormiguero	Amenazada
Cryptotis parva	musaraña	Rara
Bassariscus sumichrasti	cacomixtle	Rara
Las especies de peces marinos que se explotan en el área marina del PNH son: 
Entre los animales marinos están: 
Entre los organismos sésiles se tiene:
Caracol púrpura (Plicopurpura pansa), la única especie reportada por su valor económico y cultural (Turok, et al., 1988), la cucaracha de mar (Chiton laevigatus), la lapa (Patella ancistromesus mexicana) y el burgado.